# دوروتا خوتتسکا
دوروتا آنا خوتتسکا-پازورا (لهستانی: Dorota Anna Chotecka-Pazura؛ زادهٔ ۱۵ مارس ۱۹۶۶) بازیگر و صداپیشه اهل لهستان است.
از فیلم‌ها یا مجموعه‌های تلویزیونی که وی در آن‌ها نقش داشته‌است، می‌توان به رازداری حرفه‌ای، مادام کاملیا، سال‌های شیرین، تاج پادشاهان، حوزه استحفاظی ۱۳، حوزه استحفاظی ۱۳، قسمت دوم، ع چون عشق، پدر متیو، هتل ۵۲، در خیابان سپولنی، رنگ‌های خوشبختی، در خوشی و سختی، آنا کارنینا، نیویورک شاد و راز ساگال اشاره نمود.